# FK 바른스도르프

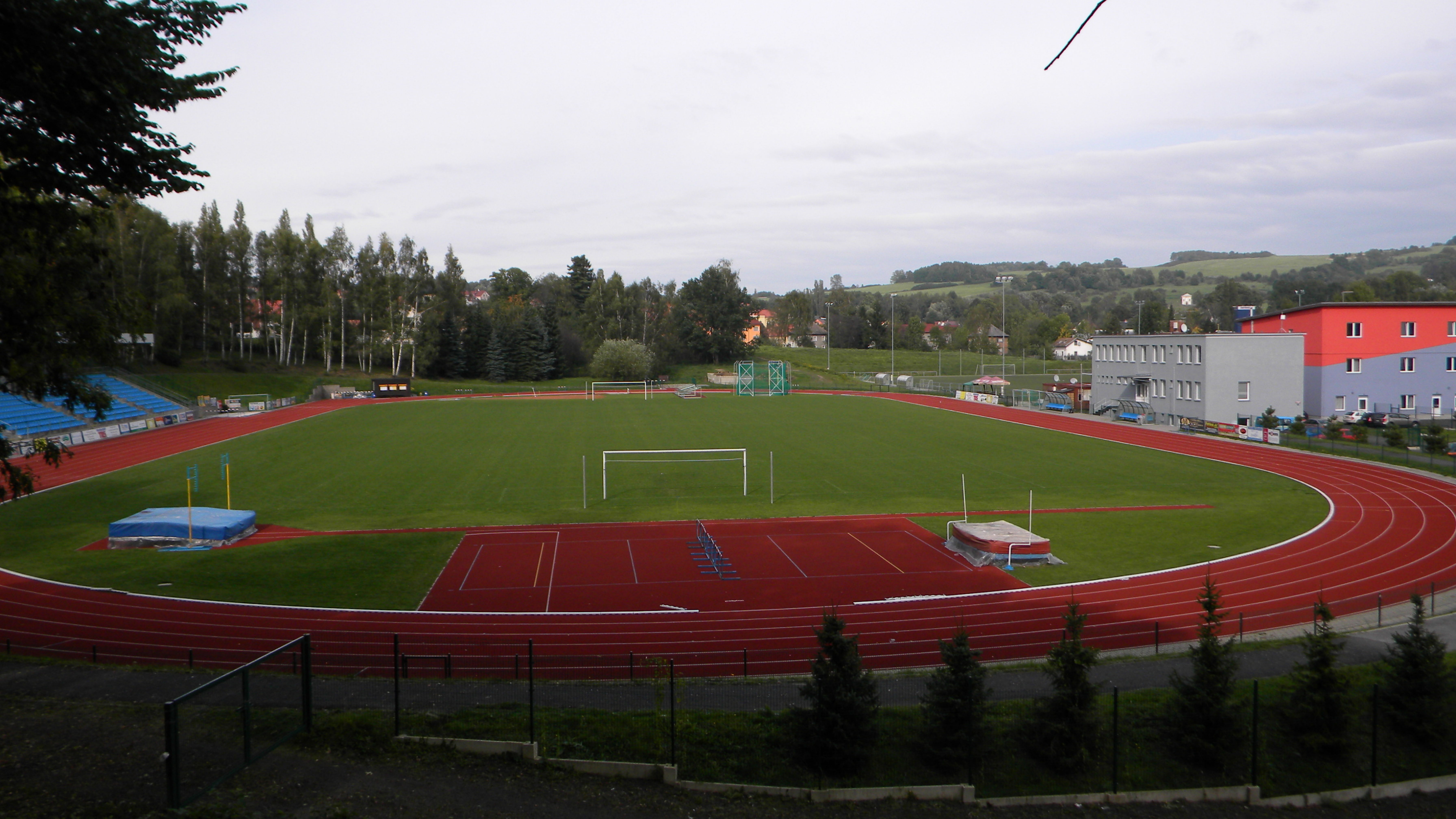

FK 바른스도르프(체코어: FK Varnsdorf)는 바른스도르프를 연고로 하는 체코의 축구 클럽이다. 현재는 체코의 2부 축구 리그인 체코 2부 리그에 참가하고 있다.